# Рью (остров)
Рью (фр. Île de Riou) — необитаемый остров во Франции, в Лионском заливе, в 10 км к югу от Марселя. Часть одноимённого архипелага. Относится к округу Марсель департамента Буш-дю-Рон региона Прованс — Альпы — Лазурный Берег. Является частью массива Каланк. С 2012 года остров Рью и каланки Марселя стали частью Национального парка «Каланк».
Архипелаг Рью — труднодоступные каменистые острова, где находится место массового гнездования средиземноморских серебристых чаек. Значительную роль в их питании играют отбросы, вывозимые в большом количестве из города Марселя. На островах архипелага также очень многочисленны левантские и средиземноморские буревестники, а также малая качурка, в меньшем количестве встречаются синий каменный дрозд и сапсан.